# Gianni Vermeersch
Gianni Vermeersch (født 19. november 1992 i Roeselare) er en cykelrytter fra Belgien, der er på kontrakt hos Alpecin-Deceuninck.
I 2022 blev han den første vinder af VM i gravel.